# أندرياس فاغنر
أندرياس فاغنر (بالألمانية: Andreas Wagner)‏ (9 مارس 1957 هامبورغ ألمانيا - ) هو لاعب كرة قدم ألماني، يلعب كمهاجم، لعب 121 مباراة وسجل 45 هدف.

## مسيرته

### مسيرته مع الأندية
- 1976 - 1978 لعب مع فريق SC Concordia von 1907 [الإنجليزية]‏ واحد وستين مباراة سجل خلالها 27 هدف.
- 1978 - 1979 لعب مع نادي أوسنابروك ثمانية وأربعين مباراة سجل خلالها 15 هدف.
- 1979 - 1980 لعب مع سيركل بروج 12 مباراة سجل خلالها 3 أهداف.

## روابط خارجية
- أندرياس فاغنر على موقع قاعدة بيانات كرة القدم.إي يو (الإنجليزية)
- أندرياس فاغنر على موقع بيانات كرة القدم. دي إي (الألمانية)
- أندرياس فاغنر على موقع عالم كرة القدم.نت (الإنجليزية)